# 波列斯瓦夫三世 (普沃茨克)
波列斯瓦夫三世（波蘭語：Bolesław III płocki，約1325年—1351年8月20日），普沃茨克公爵，瓦茨拉夫之子，1336年至1351年在位。
1351年，波列斯瓦夫加入波蘭-匈牙利聯軍討伐立陶宛大公科斯圖提斯，但在戰場上陣亡。普沃茨克落入波蘭國王卡齊米日三世的控制。